# Sniper: Art of Victory
Sniper: Art of Victory est un jeu vidéo de tir à la première personne développé par City Interactive et édité par Navarre Corporation en 2008 sur PC. Le jeu propose d'incarner un tireur d'élite russe durant la Seconde Guerre mondiale.